# 40e cérémonie des Filmfare Awards
La 40e cérémonie des Filmfare Awards s'est déroulée le 25 février 1995 à Bombay en Inde.

## Palmarès
| Catégorie                                    | Lauréat |
| -------------------------------------------- | --- |
| Meilleur film                                | Hum Aapke Hain Kaun...! - produit par Ajit Kumar Barjatya, Kamal Kumar Barjatya et Rajkumar Barjatya - réalisé par Sooraj Barjatya - avec Madhuri Dixit, Salman Khan et Anupam Kher |
| Meilleur réalisateur                         | Sooraj Barjatya (Hum Aapke Hain Kaun...!) |
| Meilleur acteur                              | Nana Patekar (Krantiveer) |
| Meilleure actrice                            | Madhuri Dixit (Hum Aapke Hain Koun...!) |
| Meilleur acteur dans un second rôle          | Jackie Shroff (1942: A Love Story) |
| Meilleure actrice dans un second rôle        | Dimple Kapadia (Krantiveer) |
| Meilleure prestation dans un rôle comique    | Shakti Kapoor (Raja Babu) |
| Meilleure prestation dans un rôle de méchant | Shahrukh Khan (Anjaam) |
| Meilleur espoir                              | Tabu |
| Meilleur compositeur                         | Rahul Dev Burman (1942: A Love Story) |
| Meilleur parolier                            | Javed Akhtar pour « Ek Ladki Ko Dekha » (1942: A Love Story) |
| Meilleur chanteur de playback                | Kumar Sanu pour « Ek Ladki Ko Dekha » (1942: A Love Story) |
| Meilleure chanteuse de playback              | Kavita Krishnamurthy pour « Pyar Hua Chupke Se » (1942: A Love Story) |
| Meilleure histoire                           | - |
| Meilleur scénario                            | - |
| Meilleurs dialogues                          | - |
| Meilleure photographie                       | Binod Pradhan (1942: A Love Story) |
| Meilleure direction artistique               | - |
| Meilleure chorégraphie                       | Chinni Prakash pour « Tu Cheez Badi » (Mohra) |
| Meilleur son                                 | - |
| Meilleur montage                             | - |

## Récompenses spéciales
- Lux Face : Sonali Bendre
- R.D. Burman Award : A.R. Rahman
- Special Award : Lata Mangeshkar
- Lifetime Achievement Award : Shammi Kapoor et Waheeda Rehman

## Récompenses des critiques
| Catégorie            | Lauréat                                              |
| -------------------- | ---------------------------------------------------- |
| Meilleur film        | La Reine des bandits (Phoolan Devi) de Shekhar Kapur |
| Meilleure prestation | Farida Jalal (Mammo)                                 |